# Arvid Boman
Erik Arvid Boman, född 2 juni 1878 i Nätra församling, Västernorrlands län, död 4 juni 1954 i Vittsjö församling, Kristianstads län, var en svensk präst.
Boman blev 1911 svensk pastor i Johannesburg, Sydafrika, 1914 i Köpenhamn, där han 1916 blev legationspredikant. År 1917 blev han kyrkoherde i Gustafskyrkan i Köpenhamn. Han höll sin första predikan som tjänstgörande hovpredikant i Slottskapellet 1938. Boman arbetade verksam för svenskhetens bevarande på de platser där han var kyrkoherde. Han är begravd på Vittsjö kyrkogård.